# AIR (AIRのアルバム)
『AIR』は、1996年3月23日に石田ショーキチとのユニット・Spiral Lifeの活動を休止した車谷浩司がAIRという名義でリリースした最初のミニアルバム。Spiral Lifeの時の楽曲とは全く違う趣向になっている。

## 収録曲
1. AIR
2. ARE YOU SLEEPING BROTHER JOHN?
3. LUCY,CAN YOU SEE ORION?
4. 24 YEARS OLD

| スタブアイコン | サブスタブ | この項目は、まだ閲覧者の調べものの参照としては役立たない、アルバムに関連した書きかけの項目です。この項目を加筆・訂正などしてくださる協力者を求めています（P:音楽/PJ:アルバム）。 |